# Sōta Kasahara
Sōta Kasahara (japanisch 笠原 宗太 Kasahara Sōta; * 9. Mai 1976 in der Präfektur Gunma) ist ein ehemaliger japanischer Fußballspieler.

## Karriere
Kasahara erlernte das Fußballspielen in der Schulmannschaft der Maebashi Commercial High School und der Universitätsmannschaft der Universität Tsukuba. Seinen ersten Vertrag unterschrieb er 1999 bei den Otsuka Pharmaceutical. Der Verein spielte in der Drittligisten Liga des Landes, der Japan Football League. Für den Verein absolvierte er 18 Spiele. 2000 wechselte er zum Zweitligisten Mito HollyHock. Für den Verein absolvierte er 30 Spiele. Danach spielte er bei den Tonan SC. Ende 2002 beendete er seine Karriere als Fußballspieler.